# 硫酸睾酮
硫酸睾酮（英語：Testosterone sulfate）是一种内源性的甾体天然代谢产物，在睾酮的尿液代谢产物中占少数，占大部分的是葡糖苷酸睾酮